# Беккасесе, Себастьян
Себастья́н Беккасе́се (исп. Sebastián Andrés Beccacece) — аргентинский футболист и тренер. Выступал на позиции правого защитника. С 2024 года является главным тренером сборной Эквадора.

## Биография
Себастьян Беккасесе родился 17 декабря 1980 года в аргентинском городе Росарио (в провинции Санта-Фе). Жил с родителями и двумя братьями. Его брат-близнец Анибал играл в футбол за команду Сентраль Кордова.
Начиная с подросткового возраста, Себастьян Беккасесе играл за аргентинские непрофессиональные футбольные клубы «Лавалье» и «Хуан XXIII» на позиции правого защитника. Себастьян, поняв, что не добьётся больших успехов в профессиональном футболе, завершил игровую карьеру в 2001 году. Непродолжительное время работал с детьми в возрасте от 4 до 12 лет в Ньюэллс Олд Бойз, а также в молодёжной команде футбольного клуба Ренато Чезарини, руководя игроками 1989/1990 годов рождения.